# Clathria frondifera
Clathria frondifera är en svampdjursart som först beskrevs av James Scott Bowerbank.  Clathria frondifera ingår i släktet Clathria och familjen Microcionidae. Inga underarter finns listade i Catalogue of Life.